# 임경당
임경당(臨鏡堂)은 대한민국 강원특별자치도 강릉시 성산면에 있는, 임경당 김열의 별당이다. 1974년 9월 9일 강원특별자치도의 유형문화재 제46호로 지정되었다.

## 개요
임경당 김열의 별당이다.
임경당은 이율곡(1536∼1584)과 같은 시대의 사람으로 학문과 덕행이 뛰어났다. 평소에 친하게 지내던 율곡은 집 주변에 소나무를 심고 가꾸면서 청빈하게 살아가던 임경당을 높이 칭송하면서 선물로 호송설(護松說)을 지어 주기도 하였다.
앞면 3칸·옆면 2칸 규모이며, 지붕 옆면이 여덟 팔(八)자 모양인 화려한 팔작지붕집이다. 소나무 숲을 배경으로 하여 2단의 장대석 위에 지어진 집으로, 별당 이름은 김열의 호를 따서 지은 것이다. 임경당의 뒷쪽에 위치한 ㅁ자형 집은 본채로서 임경당과 함께 수 차례의 수리를 거쳐 오늘날에 이르고 있다.
건물의 안에는 율곡의 호송설과 김열이 직접 쓴 송어시(松魚詩)를 새긴 현판이 걸려있다.

## 같이 보기
- 상임경당

## 참고 문헌
- 임경당 - 국가유산청 국가유산포털